# (42748) Andrisani
(42748) Andrisani (1998 SV10) – planetoida z pasa głównego asteroid okrążająca Słońce w ciągu 4,82 lat w średniej odległości 2,85 j.a. Odkryta 21 września 1998 roku.